# ラフタ・センター
ラフタ・センター、ラフタセンター（ロシア語: Лахта Центр）は、ロシアのサンクトペテルブルク沿海地方西部のラフタにある5つの建物（超高層ビル、多機能ビル、メインエントランスアーチのビル、建物と構造物の複合建築物、スタイロベート）で構成される公共・業務複合施設。施設の総面積は57万㎡。そのうちの超高層ビル部分の高さは462mであり、ヨーロッパ及びロシアで最も高い高層ビルである。

## 歴史
2013年に建設が開始され、2018年1月29日に設計高さの462メートルに到達し、ヨーロッパ及びロシアで最も高い高層ビルとなった。完成は2020年末で、ロシア及び世界最大手の天然ガス生産・供給企業ガスプロムが建設を進め、2021年8月、ガスプロムはサンクトペテルブルク市での再登記手続きを完了して本社をラフタ・センターに移し業務機能の中枢とした。
当初サンクトペテルブルク中心部に建設が予定され、ガスプロム・シティ内のオフタ・センターという名称であったが、景観問題で都市郊外のフィンランド湾に面した港湾地区のラフタに変更された。世界遺産に登録されているサンクトペテルブルク歴史地区の中心部に高層ビルを建設することは地元住民や市からの反対意見も強く、さらにはUNESCOからも文化的景観の義務を勧告されたため、都心での開発を断念した。